# Agave anomala
Espèce
Agave anomala est une espèce de plantes à fleurs de la famille des Asparagaceae (sous-famille des Agavaceae) et du genre des Agaves.

## Description
Plante succulente à croissance lente, Agave anomala se présente sous une forme ouverte avec des feuilles vert-gris à vert-clair, charnues et lancéolées, sans ou avec peu d'épines à la pointe ou sur leur tranche. Elles mesurent en moyenne environ de 75 à 100 cm de longueur et 7,5 cm de largeur maximales. De manière occasionnelle, la plante produit une remarquable hampe florale pouvant mesurer jusqu'à 4 mètres de hauteur, portant des fleurs jaunes.
L'espèce est récoltée pour la première fois en 1909 à Cuba par le botaniste américain John Adolph Shafer mais a été décrite comme espèce à part entière en 1913 par le botaniste américain William Trelease.

## Distribution et habitat
L'espèce a la particularité d'être endémique de certaines îles des Grandes Antilles dans la Caraïbe où elle est présente dans l'est de Cuba (dans la province de Holguín) et aux Bahamas (sur l'île de San Salvador).

## Synonymes et variétés
L'espèce ne présente pas de synonymes.